# Невидна вода
Невидна вода је јама у Босни и Херцеговини. Налази се на планини Динари и дубока 561 метар. Након истраживања, која су организовали спелеолози из Хрватске и Планинарско друштво из Ливна у августу 2006. године, постала је најдубљи спелеолошки објект у Босни и Херцеговини. Улаз јаме налази се на надморској висини од 1.200 метара. 
Пре него што је измерена тачна дубина ове јаме, најдубљом јамом у Босни и Херцеговини сматрала се јама Јојкиновац на Грмечу са око 460 метара дубине.